# كتائب الشهيد عز الدين القسام

علم حركة حماس

كتائب الشهيد عز الدين القسام أو كتائب عز الدين القسام وتُختصر كتائب القسام هي الجناح العسكري لحركة المقاومة الإسلامية «حماس» التي تعمل في فلسطين،  تُعد أحد أبرز فصائل المقاومة في فلسطين وأهمها، ويُنسب اسمها إلى عز الدين القسام وهو عالم ومجاهد سوري قُتل على أيدي القوات الإنجليزية في أحراش يعبد قرب جنين عام 1935م.
تُعدّ كتائب القسام، التي كان يقودها الشهيد محمد الضيف ونائبه الشهيد مروان عيسى، المجموعة الأكبر والأفضل تجهيزا داخل غزة اليوم. تصف حماس العمليات العسكرية التي تقوم بها الكتائب بالجهادية، في حين يصفها جيش الاحتلال الإسرائيلي بالإرهابية. كما أن الكتائب مصنفة منظمة إرهابية من طرف الاتحاد الأوروبي، أستراليا، نيوزيلندا، مصر، والمملكة المتحدة. ولم تذكرها صراحة كل من الولايات المتحدة وكندا إلا أنهما صنفا الكيان الأم حماس إرهابيًا. وصُنف قائد الكتائب محمد الضيف على أنه إرهابي عالمي محدد بشكل خاص من قبل الولايات المتحدة بموجب الأمر التنفيذي 13224.
تأسست في منتصف عام 1991م كرد فعل على مفاوضات اتفاقيات أوسلو. من عام 1994م إلى عام 2000م، أعلنت كتائب القسام مسؤوليتها عن تنفيذ عدد من الهجمات ضد إسرائيل.

## الهدف العام للكتائب
تعلن كتائب القسام أنها تهدف إلى تحرير كل (فلسطين) من الاحتلال الإسرائيلي منذ عام 1948م، وإلى نيل حقوق الشعب الفلسطيني التي سلبها الاحتلال، وتعتبر نفسها جزء من حركة ذات مشروع تحرر وطني، تعمل بكل قدراتها وطاقاتها من أجل تعبئة وقيادة الشعب الفلسطيني وحشد موارده وقواه وإمكانياته وتحريض وحشد واستنهاض الأمتين العربية والإسلامية في مسيرة الجهاد في سبيل الله لتحرير فلسطين.

## مكان عملها
تعمل كتائب القسام فقط  في نطاق حدود فلسطين التاريخية التي تمتد من بلدة رأس الناقورة شمالاً إلى بلدة أم الرشراش جنوباً ومن نهر الأردن شرقاً إلى البحر الأبيض المتوسط غرباً، والتي تبلغ مساحتها 27 ألف كيلو متر مربع، وعاصمتها مدينة القدس.

## التأسيس

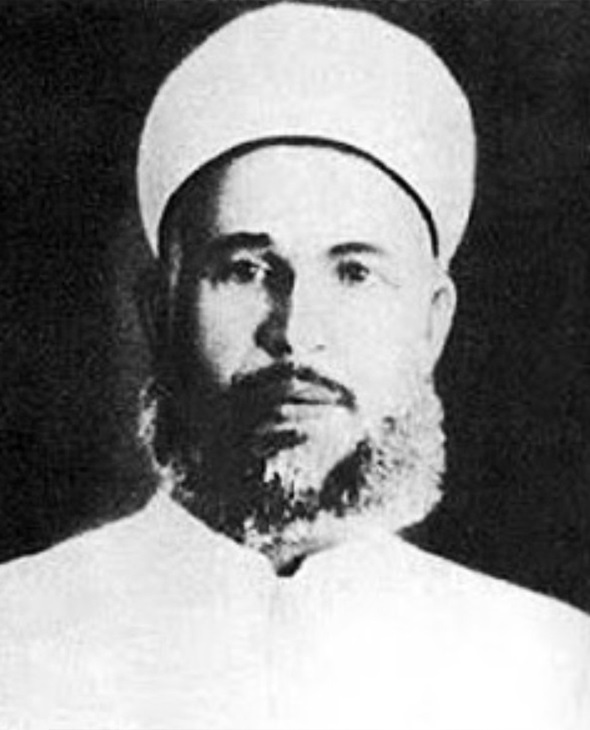
عز الدين القسام (1871 - 1935م)

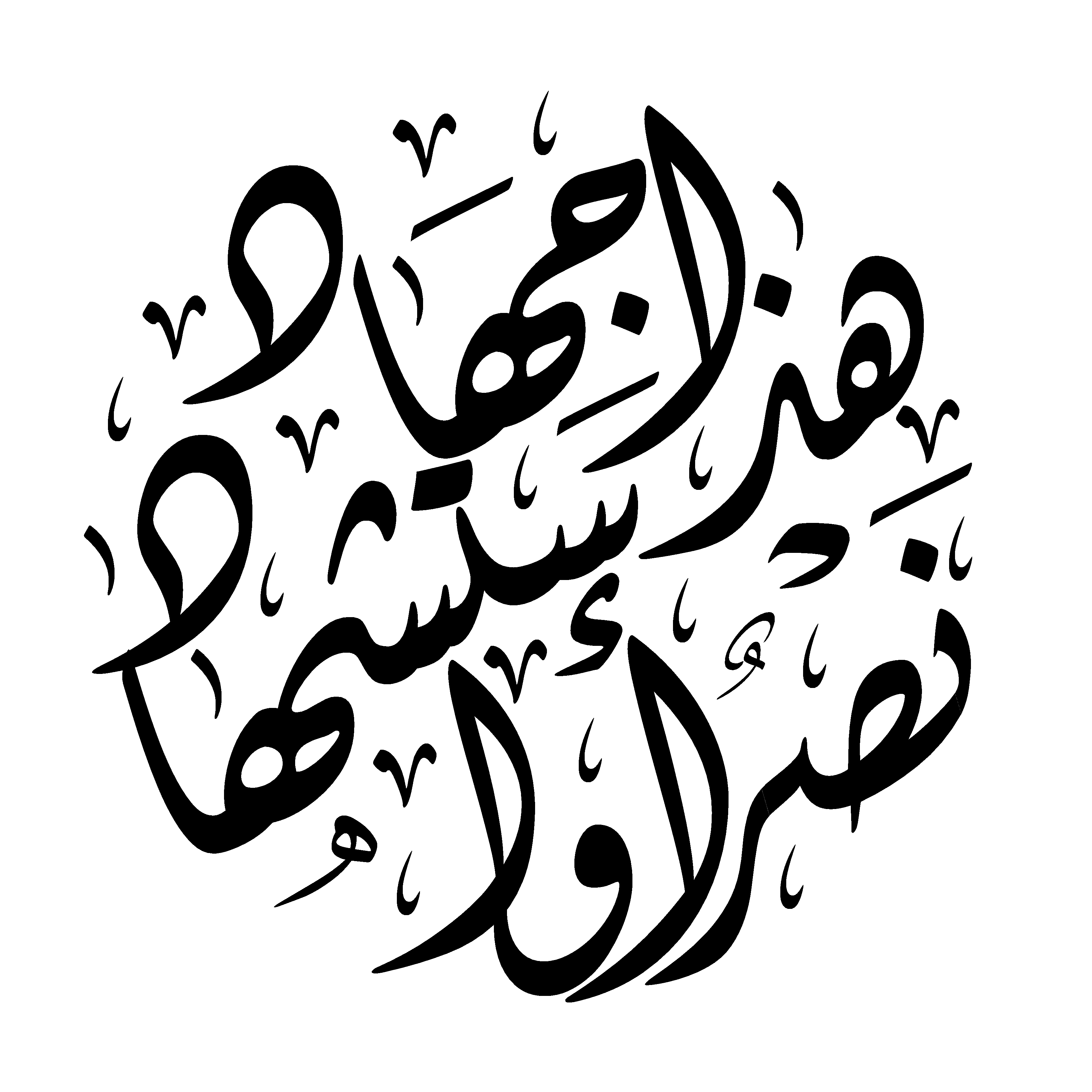
تخطيطة لشعار عز الدين القسام (هذا جهاد نصر أو استشهاد) وتتخذه أيضًا كتائب القسام شعارًا غير رسمي، وتضعه غالبًا في نهاية بياناتها.

تأسست بذور كتائب القسام في عام 1984م، وذلك قبل الإعلان عن انطلاقة الحركة فعلياً باسم حركة حماس، واستمر العمل تحت عناوين مختلفة مثل «المجاهدون الفلسطينيون» عام 1987، واستمر التغيير حتى عام 1992م، حيث أعلن عن اسم «كتائب الشهيد عز الدين القسام» منتصف عام 1991م. من أبرز مؤسسيها الشيخ صلاح شحادة، وعماد عقل، ومحمود المبحوح في قطاع غزة، والمهندس يحيى عياش في الضفة الغربية، وفي شمال الضفة زاهر جبارين، وعدنان مرعي، وعلي عاصي.

## العلاقة بالقيادة السياسية
تعتبر كتائب القسام علاقتها بالقيادة السياسية لحركة حماس هي علاقة تكامل تنظيمي وانفصال ميداني، حيث أنها جزء من هيكل وجسد حركة حماس تشارك فيها في صنع القرار والتوجيه وفق أنظمتها الداخلية، وتنفصل عن القيادة السياسية في الجوانب العملية المختصة بالعمل العسكري.

## القيادة والتنظيم
يُعد محمد الضيف هو القائد العام لكتائب القسام، ويزعم جيش الاحتلال الإسرائيلي أن مروان عيسى هو القائد الفعلي الحالي خلفاً لأحمد الجعبري نظرًا لإصابة محمد الضيف في آخر محاولة اغتيال له.
تعرضت قيادة القسام دائما للاغتيال ومحاولة الاغتيال، ومن قادتها الذين تم اغتيالهم، صلاح شحادة، ويحيى عياش، ومحمود أبو هنود، ومحيي الدين الشريف، وعادل عوض الله وآخرين كُثر، وكان آخرهم أحمد الجعبري الذي اغتيل في الاعتداءات الإسرائيلية على غزة عام 2012م ورائد العطار ومحمد أبو شمالة ومحمد برهوم في معركة العصف المأكول الأخيرة على غزة.

### الهيكلية
وتتبع كتائب القسام نظام الأقاليم والألوية؛ فكل إقليم أو لواء له قائد مسؤول عنه ويتابع شؤونه.
- لواء الشمال (يحتوي على 7 كتائب قتالية من ضمنها كتيبة النخبة)
- لواء غزة (تم دمج لوائي غزة وأصبح يحتوي على 7 كتائب قتالية من ضمنها كتيبة النخبة)
- لواء الوسطى (يحتوي على 5 كتائب قتالية من ضمنها كتيبة النخبة)
- لواء خانيونس (يحتوي على 6 كتائب قتالية من ضمنها كتيبة النخبة)
- لواء رفح (يحتوي على 5 كتائب قتالية من ضمنها كتيبة النخبة)

## القوة والسلاح
بدأت كتائب القسام القتال العسكري باستخدام الحجر، ثم السكين، ثم المسدس والبندقية، حتى أنها صنعت رشاشاً بأيدي أبنائها صناعة محلية، وتطور سلاحها إلى العبوات الناسفة مثل عبوة شواظ وصنعت عدة إصدارات منها (شواظ 1 و2 و3 و4) والعمليات الاستشهادية التي استخدم فيها الأحزمة الناسفة والقنابل والمتفجرات ذات التفجير عن بعد.
واشتهرت كتائب القسام حديثاً بصاروخ القسام، وهو السلاح الأبرز المستخدم في نشاطها العسكري في فلسطين، ويتركز في غزة.
وطورت صواريخها المحلية لتصبح أطول مدى، مثل صاروخ M75 وقد سمته بحرف الميم تيمناً بالقائد إبراهيم المقادمة ومداه 75كم، ثم تبعه في 2014 ظهور صاروخ J80 الذي سمي بحرف الجيم تيمنا بالقائد أحمد الجعبري ومداه 80 كم، وصاروخ آر 160 الذي سمي بحرف الراء تيمناً بالقائد الرنتيسي ويبلغ مداه 160كم، لتصل صورايخها إلى أقصى مدى بصاروخ عيّاش 250 الذي يبلغ مداه 250 كم أطلقته المقاومة لأول مرة عام 2021 في حرب سيف القدس تيمناً بالشهيد المهندس يحيى عياش، وصاروخ سجيل-55 الذي يبلغ من المدى 55كم.
وتمتلك كتائب القسام مجموعة متنوعة من الصواريخ الموجهة المضادة للدروع، مثل صاروخ كورنيت (قذيفة الياسين)، وصاروخ كونكورس، وصاروخ فونيكس (النسخة الكورية الشمالية لصاروخ فاغوت)، وصاروخ ساغر، وكذلك تمتلك صواريخ مضادة للطائرات، مثل صاروخ سام-7.
أعلنت كتائب القسام يوم الاثنين 14 يوليو 2014 بتصنيع ثلاثة نماذج من طائرات دون طيار، إحداها تقوم بمهام استطلاعية تحمل اسم A1A، والثانية هجومية وتحمل اسم A1B، والثالثة هجومية «استشهادي» وتحمل اسم A1C هذه الطائرات نفذت ثلاث طلعات، وشاركت في كل طلعة أكثر من طائرة، إحداها كانت فوق وزارة الدفاع الإسرائيلية في الكرياة التي يدار منها العدوان على غزة.

### العدد
ويقدر عدد عناصر كتائب القسام بعشرات الآلاف في قطاع غزة وبضعة مئات في الضفة الغربية، لكن الهجمات التي تعرضت لها حركة حماس في الضفة الغربية من قبل سلطة حركة فتح وجيش الاحتلال الإسرائيلي قلصت نشاطها وأعدادها كثيراً في الضفة، فقد اتُهمت سلطة حركة فتح بقتل العديد من منتسبي كتائب القسام مثل القائد «محمد السمان» و«محمد ياسين»، وزجّ المئات في سجونها وتعذيبتهم مثل محيي الدين الشريف، والقائد أيوب القواسمي، وساهم جيش الاحتلال الإسرائيلي أيضًَا بقتل وسجن الآلاف من كتائب القسام، كل هذا قلّل من قوتها بالضفة الغربية.

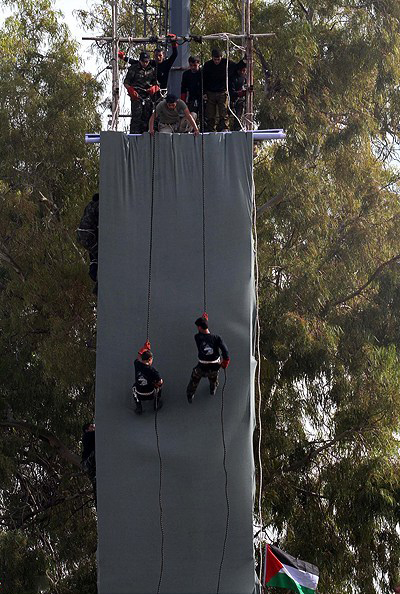
مناورات لكتائب عز الدين القسام في مدينة غزة.

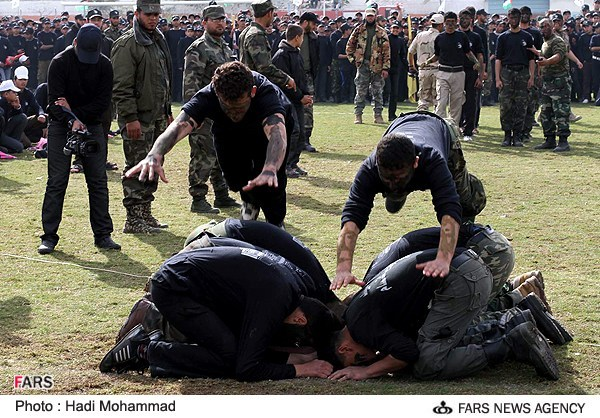
مناورات لكتائب عز الدين القسام في مدينة غزة.

### الوحدات
تطور كتائب القسام من نفسها كأي جيش نظامي حتى أصبحت تتكون من ألوية وكتائب وسرايا وفصائل، وأصبح لديها وحدات متخصصة في كل كتيبة تقوم على تنفيذ مهام محدد ودقيقة منها:
- وحدة الكوماندوز (النخبة) هي الوحدة الأكثر تدريبا وخبرة ويتم اختيار عناصرها بكفاءة وعناية شديدة كما يتم تدريب افرادها بشكل مكثف لتنفيذ المهامات الخاصه والصعبة وهي مجهزة بوسائل قتالية متقدمة ودقيقة وهي مدعومة بقوة استخباراتية يبلغ عدد عناصرها حوالي 5000 مقاتل حسب المنظمات الإسرائيلية
- وحدة المضاد للدروع (الدروع) هي وحدة خاصة تقوم بصيد وتدمير المركبات المدرعة (ناقلات الجند-الدبابات) التابعة للجيش الإسرائيلي وهي من أكثر الوحدات المشاركة في العمليات العسكرية والحروب التي خاضتها الحركة وتستخدم العديد من الأسلحة والقذائف أهمها RPG 7 وكورنيت والياسين 105 وعبوات شواظ (1,2,3,4,5,6,7) المضادة للدروع وقد تمكنت تلك الوحدة من تدمير الدبابة ميركافا فخر الصناعة الإسرائيلية ومدرعات النمر
- وحدة الهندسة
- وحدة الدفاع الجوي
- وحدة المدفعية
- وحدة القناصة
- وحدة الاستشهاديين
- وحدة الاسناد
- وحدة الإشارة هي المسؤولة عن كافة الاتصالات بين عناصر القسام المختلفة والتي تضم الاتصالات اللاسلكية والاتصالات السلكية وقد قام سلاح الإشارة التابع للقسام بإنشاء شبكة اتصالات سلكية ضخمة لتوفير الاتصالات الآمنة في ميدان القتال أو حتى في الأنفاق التي تستخدمها حماس وقدت حاولت إسرائيل مرات عديدة التجسس على تلك الشبكة ومنها عملية حد السيف التي قامت بها وحده خاصة في الجيش الإسرائيلي التي استشهد فيها القائد القسامي نور الدين بركه بعد اشتباكه مع تلك الوحدة
- وحدة التعبئة والتوجيه
- وحدة التصنيع
- وحدة الكمائن
- وحدة الصواريخ
- وحدة السايبر
- وحدة المسيرات
- في عام 2014 أعلنت عن أول عملية لوحدة الضفادع البشرية (الكوماندوز البحري) أثناء صد العدوان الإسرائيلي على غزة
- أعلنت في عام 2016 عن وحدة جديدة باسم وحدة الظل[36]
- اعلنت كتائب القسام خلال معركة طوفان الأقصى عن سرب الصقور التابع لسلاح الجو لديها وقامت وحدات سرب الصقور بعملية إنزال جوي خلال المعركة

## السبق في المقاومة الفلسطينية

صورة قسامية نادرة لعملية مسجد مصعب بن عمير أول عملية مصورة في تاريخ المقاومة الفلسطينية ويظهر فيها الجيب شبه مدمر وجثة جندي إسرائيلي ملقاة بجانبة، قامت بها كتائب القسام، 4 مايو 1992

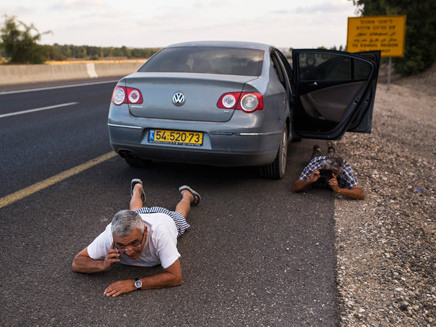
إسرائيليون يختبئون من صواريخ لحظة انطلاق صفارات الإنذار، في مستوطنات محيط غزة، 2014

حازت كتائب القسام السبق على فصائل المقاومة الفلسطينية، فجاء سجل الأوائل حافلا متنوعا، سواء على صعيد التكتيك العملياتي، أو في مجال التصنيع العسكري، أو الإعلام الحربي ومستلزماته، وغيرها. ومنها:
- أول من قصف تل أبيب بصاروخ محلي الصنع، من صناعتها وهو إم-75.
- أول من قصف حيفا، والخضيرة بصاروخ محلي الصنع من صناعتها وهو آر-160.
- أول من قصف مفاعل ديمونا بصاروخ محلي الصنع.
- أول من اقتحم معسكرات العدو عن طريق الغوص تحت البحر عملية زيكيم البحرية 2014.
- أول من صنع طائرة فلسطينية محلية الصنع، طائرة أبابيل1، 2014.
- أول من صنع بندقية قنص فلسطينية محلية الصنع، قناصة غول، 2014.
- أول من صنع صاروخ فلسطيني محلي الصنع: وكان الجيل الأول من (صاروخ القسام، قسام-1 وقسام-2).
- أول من صنع أسلحة رشاشة محلي الصنع، وكان (عوزي حماس).
- أول من صنع قنابل يدوية، وكانت (رمانة حماس) محلّية الصنع، منذ العام 1992.
- أول من أنتج قذائف هاون مصنّعة محلياً في العام 2000م.
- أول من قام بعمليات خطف جنود إسرائيليين واحتجازهم وهم أحياء وأبرزها اختطاف الجنود  آفي سبورتس ونسيم طوليدانو ويارون تشين ونحشون فاكسمان وشاليط وشاؤول آرون.
- أول بيان صدر يشير إلى تفجّر الانتفاضة الأولى، في 14/12/1987 حيث وُزّع في غزة، و15/12/1987 في الضفة الغربية.
- أول عملية طعن بالسكاكين في الانتفاضة الأولى قام بها منتسب من حماس، حيثّ فجّر عامر أبو سرحان (حرب السكاكين) وقتل ثلاثة إسرائيليين في 8/10/1990.
- أول من استخدم تقنية التفجير عن بعد بواسطة الهاتف الخلوي والمهندسان عادل عوض الله ومحيي الدين الشريف عام 1997.
- أول استشهادي في الانتفاضة الأولى كان من كتائب القسام وهو  ساهر تمام حين فجّر سيارته في مستوطنة ميحولا في بيسان في 16/4/1993.
- أول  من وثق كمين مسلّح بالصور الفوتوغرافية في عملية مسجد مصعب بن عمير في حي الزيتون بغزة بتاريخ 13/12/1993، وقتل خلالها ثلاثة جنود إسرائيليين، وكان عماد عقل قائد الهجوم.[38]
- أول من قام بتوثيق عملية تفجيرية في انتفاضة الأقصى أثناء تفجير دبابة ميركافا إسرائيلية في قطاع غزة بتاريخ 21/4/2001.
- أول من سجّل وصية استشهادي بالفيديو يودّع بها الدنيا، صالح صوي من قلقيلية منفّذ تفجير حافلة شارع ديزنغوف في 19/10/1994، وقتل في عمليته 23 إسرائيليًا.
- أول من خاض كمائن مسلحة بواسطة سيارات متجاوزة على الطريق، عام 1992، وقد عُرف عماد عقل باحترافه لهذا الأداء.
- أول من استخدم السيارات المفخخة في هجمات المقاومة بعد تفجّر الانتفاضة الأولى، في بيسان عام 1993 نفّذها ساهر تمام.
- أول من جنّد ونفّذ عمليات استشهادية بواسطة مقاتلين غير فلسطينيين على أرض فلسطين، وأبرزهم من مصر وباكستان وبريطانيا في الأعوام 1994 و2003.
- أول من استخدم تقنية تفجير الحزام الناسف في تنفيذ العمليات، وأول من ارتداه هو عمار عمارنة خلال عملية الرد الثاني على مجزرة الحرم الإبراهيمي عام 1994.
- أول من استخدم تقنية العبوات الموجّهة في انتفاضة الأقصى عن بعد 50م، من الحافة المستهدفة في (غوش قطيف) ومهندساها  عدنان الغول وعوض سلمي.
- أول عملية رد على المجازر الإسرائيلية في انتفاضة الأقصى بواسطة سيارة مفخخة في الخضيرة، فُجرت عن بُعد أواخر عام 2000.
- أول عملية استشهادية في انتفاضة الأقصى نفّذها هاشم النجار أحد أبناء الكتلة الإسلامية في جامعة النجاح، حيث نفّذ عمليته في مغتصبة (ميحولا) في الأغوار.
- أول من استهدف المغتصبات الإسرائيلية بقذائف هاون (المورتر) خلال انتفاضة الأقصى.
- أول من استهدف المغتصبات الإسرائيلية بالصواريخ خلال انتفاضة الأقصى.
- أول من استهدف المدن الإسرائيلية داخل فلسطين المحتلة عام 1948 بالقذائف الصاروخية،: النقب، (سديروت)، عسقلان، بصواريخ ((قسام 2)).
- أول من وثّق عمليات إطلاق الهاون والقذائف الصاروخية بالفيديو أواخر عام 2000.
- أول من استهدف الجيش الإسرائيلي بالأنفاق وعملية تفجير معسكر على الحدود مع رفح، وعملية النفق الشهيرة (أبو هولي).
- أول من أسس موقعاً للإعلام المقاوم وأخباره على الإنترنت، موقع كتائب القسام.
- أول من وثّق وداع استشهادي مع والدته بالفيديو، ومحمد فرحات حيث ودعته والدته (خنساء فلسطين) إلى العملية، وبقيت تدعو له بالتوفيق.
- أول من استهدف الحافلات الإسرائيلية بهجوم استشهادي بسيارة مفخخة، نفذها سليمان زيدان في 8/10/1993 قرب مغتصبة (بيت إيل) في رام الله.
- أول من استهدف الحافلات الإسرائيلية بهجوم استشهادي بحزام ناسف، في ثاني ردّ على مجزرة الحرم الإبراهيمي في محطة حافلات الخضيرة.
- أول من اخترق جهاز المخابرات (الشاباك) الإسرائيلي لصالح المقاومة بواسطة ماهر أبو سرور عام 1992م، وصائد (الشاباك) عبد المنعم أبو حميد[39] عام 1994م.
- أول مقاوم فلسطيني يُحكم عليه في تاريخ الدولة الإسرائيلية أكثر من ألف عام القسامي حسن عبد الرحمن سلامة، قائد عمليات الثأر رداً على اغتيال المهندس يحيى عياش.
- أول عملية تحصد أكثر من 30 قتيلاً إسرائيلياً خلال الانتفاضتين وعملية فندق بارك، ومنفّذها عبد الباسط عودة.
- أول من أشرك مقاومات في تنفيذ عمليات استشهادية في عملية مطعم سبارو، وأحلام التميمي مع عز الدين المصري حيث حُكم عليها 16 مؤبداً، وخرجت لاحقاً بصفقة شاليط.
- أول من اقتحم حاجزاً عسكرياً إسرائيلياً وأجهز على من يتحصّن فيه، وهجوم حاجز عين عريك حيث أجهز مجاهدو القسام على ستة من الجنود الإسرائيليين.
- أول من نفّّذ عمليات ثأر وانتقام رداً على مذبحة الحرم الإبراهيمي، حيث أعدّت خطة خماسية حصدت ما يزيد عن 50 إسرائيلياً.
- أول من نفّذ عملية استشهادية بحرية خلال انتفاضة الأقصى نفذها حمدي انصيو في أوائل 2001 بعد تفجّر انتفاضة الأقصى.
- أول من أغلق ملف الإبعاد الجماعي (مبعدو مرج الزهور) حماس عام 1993.
- أول من ابتكر وأنتج أسلحة محلية الصنع مضادة للدروع: القسام، البتار، البنا، الياسين، على يد خبير المتفجرات في وحدة تصنيع الأسلحة في الكتائب عدنان الغول ورفاقه.
- أول من استهدف شارع (ديزنكوف) وسط مدينة (تل أبيب)، كان يسمى شارع السلام حيث لم تصله قذيفة منذ قيام الكيان الإسرائيلي: حطّمت سكون (ديزنكوف) في العملية في 19/10/1994 حيث حصدت 22 قتيلاً.
- أول من قام بعملية استشهادية ثلاثية بواسطة الأحزمة الناسفة وخليّة (من أجل تحرير الأسرى)، من عملياتها المسبوقة عملية استشهادية ثلاثية في القدس 1997.
- أول إعداد لخطة تتألف من 10 استشهاديين يتوزعون على كافة أرجاء الوطن ثأراً ورداً على جرائم الإسرائيلية، وخطتها العشرية التي نفّذتها خلال انتفاضة الأقصى وأثبتت خلالها قدرة من الإعداد والتخطيط للحرب النفسية الموجهة.
- أول من صنع طائرات استطلاع (ابابيل A1A ابابيل A1B ابابيل A1C).
- 2 أبريل 2016 نشرت كتائب القسام صورا لاربعة جنود إسرائيليين اسرى لديها دون الكشف عن معلومات أخرى عنهم.
- خلال عملية طوفان الأقصى اعلنت كتائب القسام عن ادخال منظومة مُتبّر 1 المضادة للطائرات.

## الحروب والمعارك والعمليات

### الأسلحة
رغم الحصار الخانق على قطاع غزة الذي يُعتبر أحد أطول الحصارات في العصر الحديث وأشدها فتكًا، فقد استطاعت المقاومة الفلسطينية تطوير وتصنيع سلاحها وذخيرتها بنفسها.
تُتعبر القنابل الإسرائيلية غير المُنفجرة أحد أهل مصادر المواد المتفجرة للمقاومة حيث تقوم بإعادة تدويرها، ويتم استخدام هذه المواد الخام لاحقا في تصنيع وقود الصواريخ ورؤوس الحرب المتفجرة للصواريخ.
الحملات العسكرية التي يقوم بها جيش الإحتلال الإسرائيلي توفر بشكل غير مباشر المقاومة بالمواد المتفجرة. حتى عام 2021م، قدر خبراء الأسلحة وجود آلاف الأطنان من هذه المواد، متبقية من القصف الإسرائيلي، في مختلف أنحاء قطاع غزة.
| السلاح      | النوع                  | صورة | المنشأ | تعليق |
| ----------- | ---------------------- | ---- | ------ | --- |
| أسلحة مشاة  |                        |      |        | |
| كلاشنكوف    | بندقية آلية            |      | فلسطين | [ 41 ] |
| رشاش بي كي  | رشاش متوسط             |      |        | |
| دوشكا       | رشاش ثقيل              |      |        | |
| الغول       | بندقية قنص             |      | فلسطين | |
| هاون        | مدفعية صغيرة           |      | فلسطين | |
| آر بي جي 7  | مضادات الدروع          |      |        | |
| الياسين 105 | مضادات الدروع          |      | فلسطين | |
| كورنت       | صاروخ موجه مضاد للدروع |      |        | |
| شواظ الدروع | عبوة ناسفة             |      | فلسطين | |
| صواريخ      |                        |      |        | |
| القسام      | صاروخ قصير المدى       |      | فلسطين | قسام-1: 4-5 كم قسام-2: 10-12 كم قسام-3: 16-18 كم                                                               |
| چراد        | راجمة صواريخ           |      | فلسطين | صواريخ عيار 122 مم بمدى يصل إلى 40 كم                                                                          |
| مقادمة 75   | صاروخ متوسط المدى      |      | فلسطين | |
| جعبري 80    | صاروخ متوسط المدى      |      | فلسطين | |
| رنتيسي 160  | صاروخ بعيد المدى       |      | فلسطين | |
| عياش 250    | صاروخ بعيد المدى       |      | فلسطين | |
| مُسيرات      |                        |      |        | |
| أبابيل      | مُسيرة                  |      | فلسطين | طائرة A1A وهي ذات مهام استطلاعية. طائرة A1B وهي ذات مهام هجومية-إلقاء. طائرة A1C وهي ذات مهام هجومية-انتحارية. |
| الزواري     | مُسيرة                  |      | فلسطين | |
| شهاب        | مُسيرة                  |      | فلسطين | |
| طربيد       |                        |      |        | |
| العاصف      | طربيد                  |      | فلسطين | [ 42 ] |

خاضت كتائب القسام العديد من الحروب كان أكبرها: حرب الفرقان 2008-2009، وحرب حجارة السجيل 2012، وحرب العصف المأكول 2014. وكان أحد أهم أشهر عملياتها هي عملية الوهم المتبدد التي خطف فيها الجندي الإسرائيلي جلعاد شاليط، وكان ممن شارك فيها تيسير أبوسنيمة.
ومن أهم العمليات عند الرعيل الأول هي عملية مسجد مصعب بن عمير فهي أول عملية مصورة في تاريخ المقاومة الفلسطينية، بقيادة عماد عقل.

### أبرز العمليات
- 1 يناير 2001 تفجير استشهادي في مدينة نتانيا بواسطة استشهادي تابع لحركة حماس. مقتل شخص واحد وإصابة 59 آخرين.[38]
- 14 فبراير 2001 تفجير استشهادي لحافلة في حشد من الناس، أسفر عن مقتل 8 إسرائيليين وإصابة 21 آخرين.[43]
- 4 مارس 2001 تفجير استشهادي في مدينة نتانيا، أسفر عن مقتل 4 إسرائيليين وإصابة 68 آخرين.[37]
- 28 مارس 2001 تفجير استشهادي وسط مجموعة كانوا ينتظرون في محطة للحافلات في قلقيلية بالضفة الغربية، أسفر عن مقتل 2 إسرائيليين وإصابة 4 آخرين.
- 22 أبريل 2001 تفجير استشهادي في مدينة كفار سابا.
- 18 مايو 2001 تفجير استشهادي عند مدخل مجمع تجاري في مدينة نتانيا.
- 1 يونيو 2001 تفجير استشهادي خارج ملهى دولفيناريوم على شاطئ البحر في تل أبيب، أسفر عن مقتل 21 إسرائيليًا وإصابة آخرين
- 9 أغسطس 2001 تفجير استشهادي في مطعم سبارو وسط مدينة القدس أسفر عن مقتل 15 إسرائيليا.
- 4 سبتمبر 2001 تفجير استشهادي في القدس الغربية.
- 26 نوفمبر 2001 تفجير استشهادي في معبر بيت حانون.
- 1 ديسمبر 2001 فجر استشهاديين واحدا تلو الآخر تلاه انفجار سيارة مفخخة في مركز تجاري في القدس الغربية.
- 2 ديسمبر 2001 استقل مهاجم استشهادي حافلة إسرائيلية قادمة من منطقة نافيه شعنان في حيفا دفع فاتورة كبيرة للسائق ثم فجر نفسه.
- 9 مارس 2002 انفجار استشهادي في مقهى مومنت المكتظ وسط القدس، أسفر عن مقتل 11 مستوطناً إسرائيلياً وإصابة 54 آخرين.[29][30]
- 27 مارس 2002 عملية تفجير فندق بارك في عيد الفصح اليهودي في مدينة نتانيا الإسرائيلية عبر عبد الباسط عودة، أدي لمقتل 30 وإصابة 140 إسرائيليا.[32]
- 31 مارس 2002 تفجير استشهادي في مطعم متزا في حيفا أدي لمقتل 16 وإصابة 40 آخرين.[27][28]
- 10 أبريل 2002 تفجير استشهادي في حافلة قرب مستوطنة كيبوتس ياغور شرقي حيفا. أدي لمقتل 8 منهم 6 جنود و2 مدنيان وإصابة 22 آخرين
- 7 مايو 2002 تفجير استشهادي في قاعة تجمع مزدحمة في ريشون لتصهيون، جنوب شرقي تل أبيب.
- 19 مايو 2002 فجر استشهادي متنكرا في زي جندي نفسه في سوق في نتانيا.
- 18 يونيو 2002 فجر استشهادي نفسه في حافلة في القدس وتعرف بمذبحة مفترق بات، أدي لمقتل 19 وإصابة أكثر من 74 إسرائيليا.
- 16 يوليو 2002 تفجير عبوة ناسفة بجوار الحافلة المقاومة للرصاص لحافلة مسافرة من بني براك إلى عمانوئيل، وكان المهاجمون يرتدون زي الجيش الإسرائيلي وفتحوا النار على الحافلة، أدي لمقتل 9 وإصابة 20 آخرين.[33]
- 31 يوليو 2002 انفجرت قنبلة بهاتف محمول في كافيتريا مركز الطلاب في حرم الجامعة العبرية، أدي لمقتل 9 منهم 5 أمريكيين وإصابة أكثر من 85 إسرائيليا.[34]
- 4 أغسطس 2002 عملية استشهادية استهدفت حافلة تابعة لشركة «إيغد» في مفترق ميرون في الجليل، قتل في العملية 9 أشخاص في الهجوم وجرح 38 شخصًا.
- 27 فبراير 2008 إطلاق 257 صاروخا و228 قذيفة هاون من قطاع غزة على النقب الغربي مما أدى إلى وقوع 5 إصابات، وفي 27 شباط، ومقتل طالب يبلغ من العمر 47 عاما في كلية سابير، وأعلنت حماس في وقت سابق مسؤوليتها عن قصف صاروخي.[35]

### عمليات خطف وأسر الجنود الإسرائيليين
قامت الكتائب بأكثر من 20 عملية اختطاف للجنود الإسرائيليين، وكان أهمها:
1. 1988: قامت وحدة من كتائب القسام تدعى الوحدة 101 بأسر جندي إسرائيلي يدعى "أفي سسبرتز" وتم قتله على يد أفراد الوحدة.
2. 1989: قامت الوحدة 101 بأسر جندي يدعى «إيلان سعدون» وانتهت العملية بقتله.
3. 1992: قامت وحدة بالضفة الغربية بعملية أسر الجندي نسيم تولدانو للمبادلة بالشيخ أحمد ياسين الأسير آنذاك، وعندما لم تتجاوب الحكومة الإسرائيلية تم قتل الجندي.
4. 1994: عملية أسر الجندي فاكسمان.
5. 2005: قامت وحدة بعملية أول الغيث.
6. 2006: قامت وحدة بعملية الوهم المتبدد وتم فيها اسر الجندي جلعاد شاليط.
7. 2014: اختطاف 3 جنود إسرائيليين دفعة واحدة في الخليل، ثم تقتلهم، على يد الشهيدين مروان القواسمي وعامر أبو عيشة.[43][44]
8. 2014: كتائب القسام تكشف عن أسرها للجندي الإسرائيلي «شاؤول أرون» في عملية خاصة شرق حي التفاح أثناء معركة العصف المأكول.
9. 2016: في الأول من أبريل نشرت كتائب القسام صورا لأربعة جنود صهاينة تم أسرهم.[45]

وما زالت تخوض معارك لفك حصار غزة كحرب الانفاق، وخاضت سابقا العديد من المعارك مع الاحتلال الإسرائيلي، مثل معركة الدفاع عن مخيم جنين، ومعركة أيام الغضب، وتصدت لعملية قوس قزح الإسرائيلية.
ثم في 10 رمضان 1435 هـ قامت بعملية العاشر من رمضان، بقصف أهم المدن في إسرائيل وهي حيفا والخضيرة وتل أبيب، والتي كانت هذه العملية جزءاً من معركة العصف المأكول في 2014م.

## طوفان الأقصي

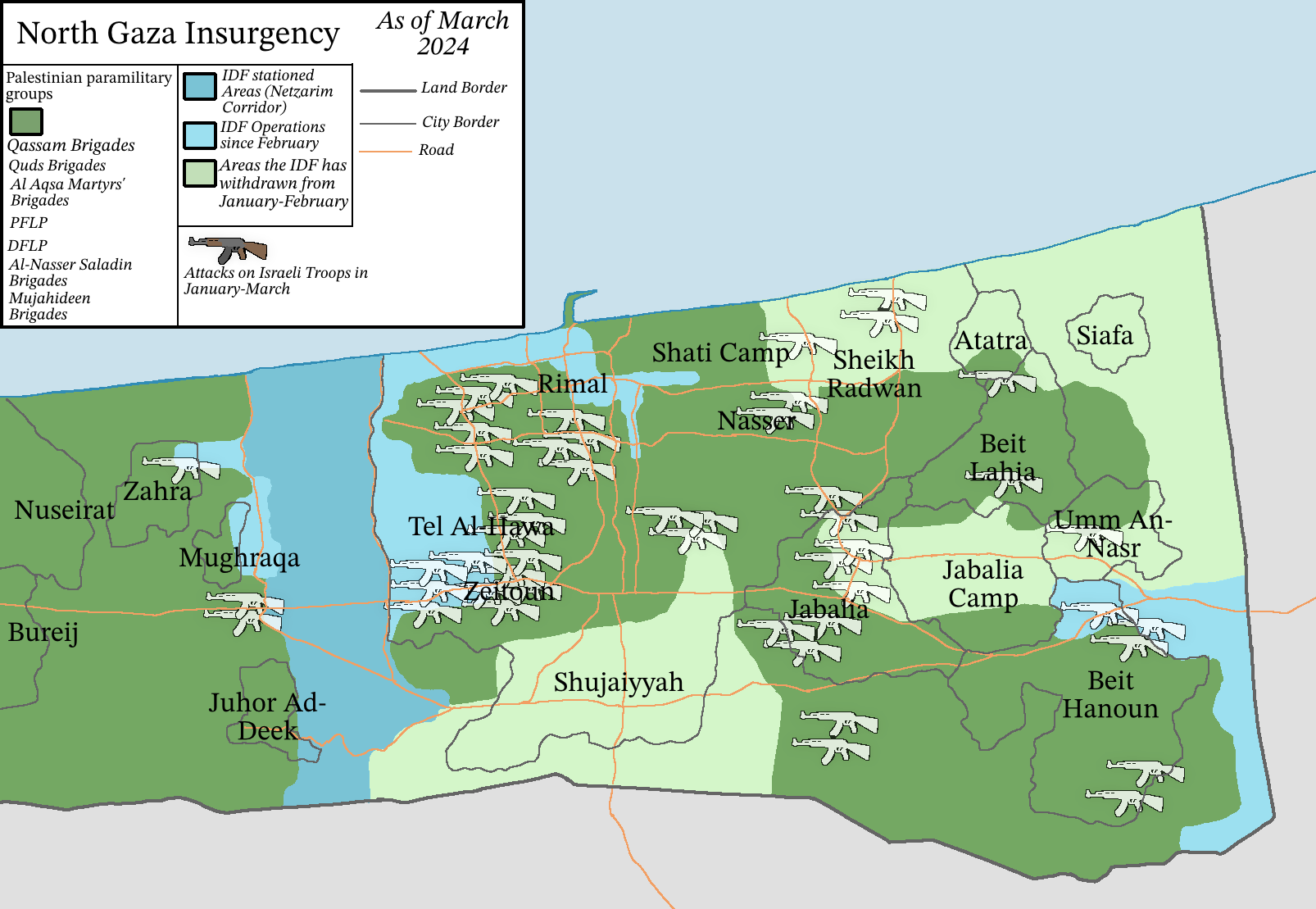
قوات المقاومة في شمال غزة في مارس 2024م.

في السابع من أكتوبر 2023م شنت الغرفة المشتركة لفصائل المقاومة الفلسطينية في قطاع غزة المُحاصر عَمَلِيَّةُ طُوفَـانِ الأَقْـصَى وهي عملية عسكرية شنّتها فصائل المقاومة الفلسطينية في قطاع غزة بقيادة حركة حماس على الاحتلال الإسرائيلي فجر يوم السبت 22 ربيع الأول 1445ه (7 أكتوبر/تشرين الأول 2023م) إذ أعلن القائد العام للكتائب محمد الضيف بدء العملية ردًّا على «الانتهاكات الإسرائيلية في باحات المسجد الأقصى واعتداء المستوطنين الإسرائيليين على المواطنين الفلسطينيين في القدس والضفة والداخل المحتل.»
بدأت عمليَّة طُوفَان الأقصى عبر إطلاق المقاومة هُجوماً صَاروخيًّا واسعَ النطاق بوابلٍ من الصواريخ بلغ عددها 4,300 صاروخٍ على الأقلِّ صوبَ مختلف المستوطنات الإسرائيليّة من ديمونا في الجنوب إلى هود هشارون في الشمال والقدس في الشرق، وتزامنَ مع ذلك اقتحام برِّي من المُقاومين عبر السَّيارات رُباعيّة الدَّفع والدّراجات النّارية والطّائرات الشّراعيّة وغيرها للمستوطنات المتاخمة للقطاع، والتي تُعرف باسم غلاف غزة، حيث سيطروا على عددٍ من المواقع العسكريّة خاصة في سديروت، ووصلوا أوفاكيم، ونتيفوت، وخاضوا اشتباكاتٍ عنيفة في المستوطنات الثلاثة وفي مستوطنات أخرى كما أسروا عددًا من الجنود والمدنيين واقتادوهم لغَزَّة فضلًا عن اغتنامِ مجموعةٍ من الآليّات العسكريّة الإسرائيليَّة.
في 9 أكتوبر، أعلن جيش الاحتلال الإسرائيلي استعادته السيطرة على جميع المستوطنات الَّتي استولت عليها فصائل المُقاومة الفلسطينيَّة في غِلاف قطاع غزَّة مع استمرار بعض المناوشات المُتفرِّقة، وأعلن وزير الدفاع الإسرائيلي يوآف غالانت بدء ما أسمَاه حصاراً شاملاً على غزة، بما في ذلك حظر دخول الغذاء والوقود. تلا ذلك الاجتياح الإسرائيلي لقطاع غزة (2023 – الآن).

## أعضاء بارزين
- محمد الضيف
- مروان عيسى
- يحيى عياش
- يحيى السنوار
- عدنان الغول
- صلاح شحادة
- وائل نصار
- أحمد الجعبري
- عماد عباس
- عماد عقل
- نضال فرحات
- أبو عبيدة
- يونس الأسطل

## أنظر أيضاً
- عملية أبابيل
- عملية طوفان الأقصى

## روابط خارجية
- الموقع الرسمي
- برنامج في ضيافة البندقية.. كتائب الشهيد عز الدين القسام، قناة الجزيرة، 3 يوليو 2006 م.
- التطوير النوعي لسلاح المقاومة الفلسطينية، إعداد: وحدة الإعلام المقاوم، حركة المقاومة الإسلامية حماس، المركز الفلسطيني للإعلام
- القدرات العسكرية لحركة «حماس»، سي إن إن العربية، 6 فبراير 2009